# I Am (album Leony Lewis)
I Am – piąty album studyjny brytyjskiej piosenkarki Leony Lewis miał premierę w Wielkiej Brytanii 11 września 2015 roku.

## Informacje
Pod koniec 2013 roku Lewis potwierdziła, że oficjalne sesje nagraniowe do albumu rozpoczną się w styczniu 2014 roku. Stwierdziła również, że w ostatnim czasie "czerpała" z kilku różnych tekściarzy i producentów, a także wyraziła chęć do pracy z częstymi współpracownikami Bruno Marsa - The Smeezingtons. 19 grudnia 2013 roku Lewis ujawniła, że nagrała kilka piosenek z producentem o pseudonimie "Poet", który współpracował z Black Eyed Peas, a także z innymi mniej znanymi producentami.   W dniu 9 lipca 2015 artystka potwierdziła, że ona i Diane Warren nagrały razem utwór You Knew Me When, który ukaże się na płycie.
Ostatecznie producentem wykonawczym albumu został Toby Gad, z którym Lewis nagrała większość piosenek. Do powstania płyty przyczynili się także: Francis White, Anne Preven, Wayne Wilkins, Kevin Anyaeji, James Eliot, Ben Kohn, Tom Barnes, Pete Kelleher, Jonny Coffer oraz Naughty Boy.

## Single
- Pierwszym singlem promującym album została piosenka Fire Under My Feet, która została wydana 7 czerwca 2015 roku. Piosenka dotarła do czwartego miejsca na amerykańskiej liście przebojów Billboard Hot Dance Songs.
- Drugim singlem z albumu został utwór I Am. Premiera singla odbyła się 17 lipca 2015 roku. Utwór ten nie został wydany w Stanach Zjednoczonych.
- 24 lipca 2015 roku został wydany trzeci singel - Thunder.

## Lista utworów
| I Am – Edycja standardowa | I Am – Edycja standardowa | I Am – Edycja standardowa                        | I Am – Edycja standardowa | I Am – Edycja standardowa |
| Nr                        | Tytuł utworu              | Autorzy                                          | Produkcja                 | Długość                   |
| ------------------------- | ------------------------- | ------------------------------------------------ | ------------------------- | ------------------------- |
| 1.                        | „Thunder”                 | Leona Lewis, Toby Gad                            | Gad                       | 3:43                      |
| 2.                        | „Fire Under My Feet”      | Lewis, Gad                                       | Gad                       | 3:35                      |
| 3.                        | „You Knew Me When”        | Diane Warren                                     | Gad                       | 3:40                      |
| 4.                        | „I Am”                    | Lewis, Gad, Francis White                        | Gad, White                | 3:42                      |
| 5.                        | „Ladders”                 | Lewis, Anne Preven, Wayne Wilkins, Kevin Anyaeji | Wilkins, Anyaeji          | 3:26                      |
| 6.                        | „The Essence of Me”       | Lewis, Gad                                       | Gad                       | 3:41                      |
| 7.                        | „I Got You”               | Lewis, Gad                                       | Gad                       | 3:01                      |
| 8.                        | „Power”                   | Lewis, Gad, James Eliot                          | Eliot                     | 3:19                      |
| 9.                        | „Another Love Song”       | Lewis, Gad, Ben Kohn, Tom Barnes, Pete Kelleher  | Gad, TMS                  | 3:26                      |
| 10.                       | „Thank You”               | Lewis, Gad, Preven                               | Gad                       | 4:02                      |
|                           |                           |                                                  |                           | 35:35                     |

| I Am – Edycja deluxe | I Am – Edycja deluxe                            | I Am – Edycja deluxe                             | I Am – Edycja deluxe | I Am – Edycja deluxe |
| Nr                   | Tytuł utworu                                    | Autorzy                                          | Produkcja            | Długość              |
| -------------------- | ----------------------------------------------- | ------------------------------------------------ | -------------------- | -------------------- |
| 1.                   | „Thunder”                                       | Leona Lewis, Toby Gad                            | Gad                  | 3:43                 |
| 2.                   | „Fire Under My Feet”                            | Lewis, Gad                                       | Gad                  | 3:35                 |
| 3.                   | „You Knew Me When”                              | Diane Warren                                     | Gad                  | 3:40                 |
| 4.                   | „I Am”                                          | Lewis, Gad, Francis White                        | Gad, White           | 3:42                 |
| 5.                   | „Ladders”                                       | Lewis, Anne Preven, Wayne Wilkins, Kevin Anyaeji | Wilkins, Anyaeji     | 3:26                 |
| 6.                   | „The Essence of Me”                             | Lewis, Gad                                       | Gad                  | 3:41                 |
| 7.                   | „I Got You”                                     | Lewis, Gad                                       | Gad                  | 3:01                 |
| 8.                   | „Power”                                         | Lewis, Gad, James Eliot                          | Eliot                | 3:19                 |
| 9.                   | „Another Love Song”                             | Lewis, Gad, Ben Kohn, Tom Barnes, Pete Kelleher  | Gad, TMS             | 3:26                 |
| 10.                  | „Thank You”                                     | Lewis, Gad, Preven                               | Gad                  | 4:02                 |
| 11.                  | „Thick Skin”                                    | Lewis, Gad                                       | Gad                  | 2:58                 |
| 12.                  | „The Best and the Worst”                        | Lewis, Gad, Naughty Boy, Jonny Coffer            | Gad, Khan            | 3:24                 |
| 13.                  | „I Am" (Acoustic)”                              | Lewis, Gad, White                                | Gad, White           | 3:26                 |
| 14.                  | „Thunder" (Acoustic)”                           | Lewis, Gad                                       | Gad                  | 3:17                 |
| 15.                  | „Fire Under My Feet" (United Studios Sessions)” | Lewis, Gad                                       | Gad                  | 3:43                 |
|                      |                                                 |                                                  |                      | 52:23                |

| iTunes Store Bonus Video                                          |
| ----------------------------------------------------------------- |
| 16. "Fire Under My Feet" (Endor Remix) - Lewis, Gad, Endor - 3:33 |

## Notowania i certyfikaty
| Lista (2015)                      | Najwyższa pozycja |
| --------------------------------- | ----------------- |
| Australia (ARIA)                  | 82                |
| Austria (Ö3 Austria Top 40)       | 34                |
| Belgia (Ultratop Flandria)        | 83                |
| Belgia (Ultratop Walonia)         | 44                |
| Hiszpania (PROMUSICAE)            | 25                |
| Holandia (MegaCharts)             | 49                |
| Irlandia (IRMA)                   | 22                |
| Niemcy (Media Control Charts)     | 33                |
| Stany Zjednoczone (Billboard 200) | 38                |
| Szkocja (OCC)                     | 11                |
| Szwajcaria (Schweizer Hitparade)  | 23                |
| Wielka Brytania (OCC)             | 12                |

## Data wydania
| Kraj / Region     | Data             | Wytwórnia | Format               | Edycja                  |
| ----------------- | ---------------- | --------- | -------------------- | ----------------------- |
| Irlandia          | 11 września 2015 | Island    | CD, digital download | Standard/Deluxe Edition |
| Wielka Brytania   | 11 września 2015 | Island    | CD, digital download | Standard/Deluxe Edition |
| Stany Zjednoczone | 11 września 2015 | Def Jam   | CD, digital download | Standard/Deluxe Edition |